# Kantchari
Pour Chef-lieu de province, voir Kantchari.
Kantchari est une ville du Burkina Faso chef-lieu de la province du Dyamongou située dans la région de la Tapoa au Burkina Faso.

## Géographie
La commune de #Kantchari est située dans la province de Dyamongou qui fait partie de la région de la Tapoa. Le chef-lieu, Kantchari, est situé à 56 km de Diapaga, chef-lieu de région et à 150 km de Fada N’Gourma chef-lieu de région. Elle couvre une superficie de 3520 km².
La commune de Kantchari est limitée :
- au Nord par la république du Niger ;
- au sud par la commune rurale de Partiaga et la commune urbaine de Diapaga ;
- à l’Est par la commune rurale de Botou ;
- à l’Ouest par la commune rurale de Matiakoali.

Cette commune rurale fait frontière avec le Niger et Kantchari centre est précisément à 17 km de la frontière.
Sur le plan hydrographique, la commune comprend des cours d'eau temporaires dont le Diamangou, le Goulbi et le Kompiengou. Et des plans d'eau permanents de Boudieri, Sampieri et Balgou (Sakoini). La commune a récemment élaboré son plan communal de développement bâti autour de grandes ambitions de développement socio-économique de la commune.

## Histoire
Au plan administratif, Kantchari a connu une évolution de la période coloniale à nos jours, à travers les principales dates suivantes :
- en 1905, la localité est érigée en canton, dans la subdivision de Diapaga ;
- en 1932, avec la dissolution de la colonie de Haute-Volta, Kantchari est rattaché à la colonie du Niger, tout comme une grande partie de la région de l’Est ;
- en 1949, à la reconstitution de la colonie de la Haute-Volta, il redevient canton;
- en 1984, dans le cadre de la réorganisation du territoire du Burkina Faso en province, Diapaga devient chef-lieu de la province de la Tapoa et Kantchari chef-lieu du département ;
- en 1993, dans le cadre de la mise en œuvre de la décentralisation, Kantchari devient une commune de moyen exercice, avec délégation spéciale administrée par un Préfet-Maire ; cette commune disposait alors d’un budget propre ;
- en décembre 2004, avec l’adoption du code général des collectivités territoriales, le département de Kantchari est érigé en commune rurale, dont fait partie l’ensemble des villages administratifs du département.
- En juillet 2025, à la suite d’une réorganisation du territoire, Kantchari devient chef lieu de la nouvelle province de Dyamongou[1]

La commune de Kantchari compte 30 villages. La ville de Kantchari est répartie en 05 secteurs. 
Le village de Kantchari a été fondé par le lignage Gulmance  des *Yebnani* à la fin du 18e siècle. Les Yebnani accueillirent les membres du clan *bi guamba* ayant fui à cette époque les razzias et les rapts de captifs. Dans la même période, on note l'installation dans le village d'un clan de guerriers, les Lompo et d'un lignage peulh, lequel tissa des alliances matrimoniales avec les Yebnani. Aujourd'hui Kantchari compte plus de quatorze patronymes Gulmanceba.
Au moment de la colonisation, plusieurs lignages Haoussa originaires du Niger se sont installés à Kantchari. La vague la plus récente du peuplement est composée de Mossis.
La chefferie dans le village de Kantchari est exercée par les descendants du conquérant Yebnani, le fondateur de Kantchari.  La succession à la chefferie se fait au sein des aînés du clan Yebnani par désignation du conseil de sages, les konbala. Le chef du «Canton» de Kantchari est intronisé à Partiaga. Coutumièrement, la cité  de Kantchari est organisée en 7 quartiers qui sont Dagali, Sodeni, Toungou, Dadjoari, Gnandjuanou, Gnanani, Guandjuali. Ces quartiers sont dirigés par des ministres appelés konbala nommés par le chef de Kantchari. Au sein de la plupart des villages de la commune, il y a un chef de village qui est intronisé par le chef de Kantchari.
Le village Sakoani constitue le village le plus important sur le plan traditionnel, du fait de son importance historique. Il constitue apparemment le village le plus ancien, puis viendrait Kantchari.
Ces deux localités constituent donc les villages traditionnels qui détiennent une préséance sur les autres villages de la commune rurale de Kantchari. Il est par ailleurs important de rappeler le lien historique entre Sakoani et Kantchari,  villages de la même commune et Matiakoali. 
Une partie des villages actuels reçoivent leur chefferie de Kantchari et une autre partie de Sakoani. Le chef du village de Mantougou lui est intronisé à Matiakoali.

## Économie
La commune possède un petit aérodrome.

## Santé et éducation
Kantchari accueille un centre de santé et de promotion sociale (CSPS).